# Olaf III Guthfrithson

Las islas británicas en la época de Guthfrithson.

No confundir con Olaf Godredsson, rey de Mann y las Islas
Olaf Guthfrithsson, también Amlaíb mac Gofraid (m. 941) (en nórdico antiguo: Óláfr Guðrøðarson; en inglés antiguo: Ánláf), fue un caudillo hiberno-nórdico de la dinastía Uí Ímair, monarca vikingo del reino de Dublín (aprox. 934–941), que heredó el trono irlandés y el reino vikingo de York de su padre Gofraid ua Ímair, hasta que el rey Athelstan, rey de Inglaterra, lo expulsó en 927.
En 923 se enfrentó a Tomrair mac Ailchi y los vikingos de Limerick cuando las constantes embestidas en territorio irlandés amenazaron los intereses de Dublín.
Amlaíb casó con la hija de Constantino II de Escocia y también pactó alianza con Owen I de Strathclyde. En 937, Amlaíb y sus aliados se levantaron en armas contra Athelstan, y en la batalla de Brunanburh fue definitivamente derrotado.
Tras la muerte de Athelstan en 939, Olaf invadió York forzando a Edmundo I de Inglaterra a ceder el reino de Northumbria y parte de Mercia. Las monedas de aquel periodo, al contrario que muchas contemporáneas, no estaban escritas en latín o inglés antiguo sino en nórdico antiguo (ANLAF CVNVNGI - Rey Olaf) y la acuñación procede de Jórvik; posiblemente el pájaro que aparece es un cuervo en representación del dios del panteón nórdico Odín.
Olaf no pudo disfrutar mucho tiempo de sus nuevos dominios, pues murió dos años más tarde. Heredó el trono Amlaíb Cuarán.

## Herencia
Cammán mac Amlaíb, quien posiblemente sea el mismo Sitriuc Cam, ha sido identificado como uno de los hijos de Amlaíb mac Gofraid.